# Vutcani, Vaslui
Vutcani este satul de reședință al comunei cu același nume din județul Vaslui, Moldova, România. Se află în partea central-estică a județului, în Depresiunea Elanului. La recensământul din 2011 avea o populație de 2035 locuitori.